# Мартон Букові
Мартон Букові (угор. Bukovi Márton, нар. 10 грудня 1903, Будапешт — пом. 11 лютого 1985, Сет) — угорський футболіст, що грав на позиції півзахисника. Футболіст року в Угорщині (1928). 
По завершенні ігрової кар'єри — футбольний тренер. Разом з Белою Гуттманном і Густавом Шебешем, він сформував тріо інноваційних угорських тренерів, які першими почали використовувати тактичну схему 4-2-4.

## Клубна кар'єра
У дорослому футболі дебютував 1920 року виступами за команду «Ексересек», в якій провів п'ять сезонів, після чого забив 23 голи в 16 матчах за італійську «Альба Рому» та став віце-чемпіоном Італії сезону 1925/26, програвши лише у фіналі «Ювентусу».
Своєю грою привернув увагу представників тренерського штабу «Ференцвароша», до складу якого приєднався 1926 року. Відіграв за клуб з Будапешта наступні сім сезонів своєї ігрової кар'єри, вигравши за цей час чотири чемпіонати, три національні кубки, а також Кубок Мітропи у 1928 році.
Завершив професійну ігрову кар'єру у французькому клубі «Сет», за який виступав протягом 1933—1935 років і у сезоні 1933/34 зробив золотий дубль — виграв чемпіонат і Кубок Франції.

## Виступи за збірну
1926 року дебютував в офіційних матчах у складі національної збірної Угорщини. Протягом кар'єри у національній команді, яка тривала 5 років, провів у формі головної команди країни 12 матчів.

## Кар'єра тренера
Розпочав тренерську кар'єру відразу ж по завершенні кар'єри гравця, 1935 року, очоливши тренерський штаб загребського клубу «Граджянскі», з яким у сезонах 1936/37 та 1939/40 вигравав чемпіонат Югославії. Цей турнір став останнім довоєнним розіграшем, після чого того ж року Мартон виграв з командою чемпіонат Бановини Хорватія, а після проголошення у 1941 році Незалежної Держави Хорватії угорський фахівець виграв двічі чемпіонат і одного разу Кубок Хорватії.
Після другої світової війни клуб «Граджянскі», як і його основні суперники клуби «Конкордія» та ХАШК, за вказівкою комуністичної влади були розпущені, а на основі цих клубів був створений новий клуб «Динамо» (Загреб). Першим тренером об'єднаної команди було призначено саме Букові. Крім того новий клуб успадкував кольори «Граджянскі», причому більша частина гравців клубу продовжили кар'єру в «Динамо», найяскравішими з яких були Август Лесник, Мирко Кокотович та Франьйо Вьолфл. В першому повоєнному сезоні 1946/47 «Динамо» посіло друге місце, поступившись лише столичному «Партизану», після чого Букові покинув клуб.
1947 року Мартон повернувся на батьківщину і очолив МТК (Будапешт). На початку соціалістичної епохи футбольні клуби Угорщини фінансувалися за рахунок великих промислових і торгових компаній, різних міністерств. Це відбилося на назвах клубів. У 1950 році клуб МТК був перейменований в «Текстиль». Через рік клуб перейшов під крило військових і став називатися «Будапешт Бастія» («Будапештський бастіон»). Ще через рік клуб знову повернувся під крило текстильної промисловості і знову змінив назву — цього разу він став називатися «Будапешт ВЛ» (абревіатура ВЛ в перекладі з угорської означає «червоний прапор»). У 1956 році клуб знову став називатися МТК. Незважаючи на такі постійні зміни Букові зумів створити боєздатну команду. Під його керівництвом на початку 50-х років в клубі з'явилася «золота команда» з найкращих гравців Угорщини того часу, таких, як Петер Палоташ, Нандор Хідегкуті, Міхай Лантош, Йожеф Закаріаш та Карой Шандор. З ними Букові тричі виграв чемпіонат Угорщини і ще одного разу національний кубок. У сезоні 1957/58 клуб завоював свій третій і останній чемпіонський титул під керівництвом Мартона, після чого МТК надовго пішов з провідних ролей в угорському футболі (внаступне клуб став чемпіоном аж у 1987 році).
Також у перерві роботи з МТК Букові недовго тренував «Уйпешт» та національну збірну Угорщини. Спочатку Букові був асистентом Густава Шебеша у тій «Золотій команді», що використала новітню тактичну схему 4-2-4, а в березні 1956 року, коли Шебеш був звільнений з посади тренера національної збірної, Мартон став його наступником. 23 вересня 1956 року угорська збірна на чолі з Букові здобула перемогу 1:0 над збірною СРСР на московському стадіоні імені Леніна, завдавши радянській команді першу поразку на домашній арені в історії. Всього під його керівництвом мадяри провели вісім матчів — шість перемог, одна нічия і одна поразка.
1960 року угорський фахівець вдруге очолив «Динамо» (Загреб), але знову не здобув з клубом трофеїв, після чого у 1962—1964 роках тренував «Діошдьйор».
Останнім місцем тренерської роботи Мартона був грецький «Олімпіакос». Його команда встановила новий грецький рекорд, здобувши 12 перемог поспіль, причому в обох сезонах пірейський клуб став чемпіоном Греції. Врешті-решт Букові був змушений покинути клуб в грудні 1967 року після серії поганих результатів в сезоні 1967/68, але в основному через встановлення в країні військового режиму «Чорних полковників».
Помер 11 лютого 1985 року на 82-му році життя у французькому місті Сет.
| Дата       | Місто    | Господарі      | Результат | Гості          | Турнір                             | Голи | Примітки |
| ---------- | -------- | -------------- | --------- | -------------- | ---------------------------------- | ---- | -------- |
| 19/12/1926 | Віго     | Іспанія        | 4 – 2     | Угорщина       | товариський матч                   | -    |          |
| 24/04/1927 | Прага    | Чехословаччина | 4 – 1     | Угорщина       | товариський матч                   | -    |          |
| 25/09/1927 | Будапешт | Угорщина       | 5 – 3     | Австрія        | Кубок Центральної Європи 1927—1930 | -    |          |
| 09/10/1927 | Будапешт | Угорщина       | 1 – 2     | Чехословаччина | товариський матч                   | -    |          |
| 25/03/1928 | Рим      | Італія         | 4 – 3     | Угорщина       | Кубок Центральної Європи 1927—1930 | -    |          |
| 22/04/1928 | Будапешт | Угорщина       | 2 – 0     | Чехословаччина | Кубок Центральної Європи 1927—1930 | -    |          |
| 06/05/1928 | Будапешт | Угорщина       | 5 – 5     | Австрія        | товариський матч                   | -    | 17' 20'  |
| 07/10/1928 | Відень   | Австрія        | 5 – 1     | Угорщина       | Кубок Центральної Європи 1927—1930 | -    |          |
| 01/11/1928 | Будапешт | Угорщина       | 3 – 1     | Швейцарія      | Кубок Центральної Європи 1927—1930 | -    |          |
| 24/02/1929 | Коломб   | Франція        | 3 – 0     | Угорщина       | товариський матч                   | -    |          |
| 01/06/1930 | Будапешт | Угорщина       | 2 – 1     | Австрія        | товариський матч                   | -    |          |
| 08/06/1930 | Будапешт | Угорщина       | 6 – 2     | Нідерланди     | товариський матч                   | -    |          |
| Усього     |          | Матчів         | 12        |                | Голів                              | 0    |          |

## Титули і досягнення

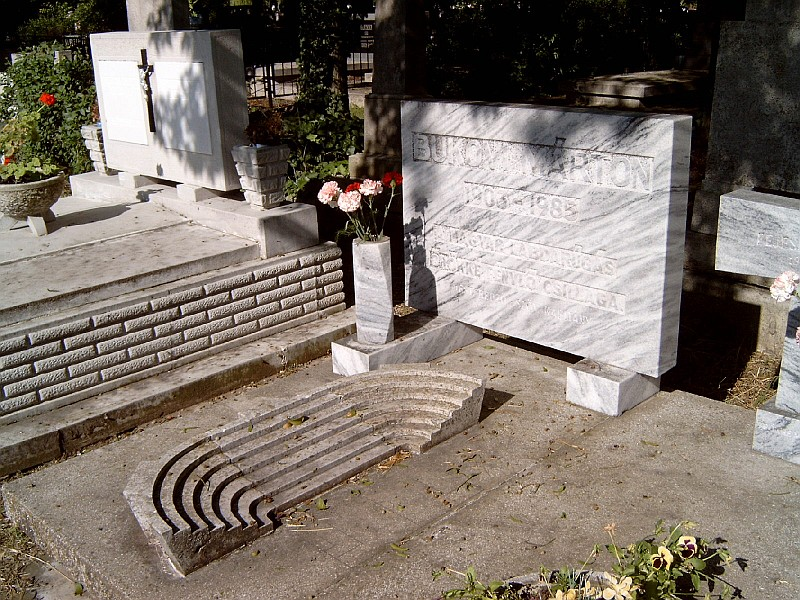
Могила Мартона Букові у Будапешті.

### Як гравця
- Чемпіон Угорщини (3):

«Ференцварош»: 1926-27, 1927-28, 1931-32
- Володар Кубка Угорщини (3):

«Ференцварош»: 1926-27, 1927-28, 1932-33
- Чемпіон Франції (1):

«Сет»: 1933–34
- Вололар Кубка Франції (1):

«Сет»: 1933–34
- Вололар Кубка Мітропи (1):

«Ференцварош»: 1928

### Як тренера
- Чемпіон Югославії (2):

«Граджянскі»: 1936–37, 1939–40
- Чемпіон Хорватії (3):

«Граджянскі»: 1940, 1941, 1943
- Володар Кубка Хорватії (1):

«Граджянскі»: 1941
- Чемпіон Угорщини (3):

МТК (Будапешт): 1951, 1953, 1957-58
- Володар Кубка Угорщини (1):

МТК (Будапешт): 1951-52
- Чемпіон Греції (2):

«Олімпіакос»: 1965–66, 1966–67